# アン・ボニー
アン・ボニー（Anne Bonny、Bonneyとも、1700年 - 1782年4月?）は、18世紀のカリブ海で活動した海賊。アイルランドで私生児として生まれる。ジョン・ラカムの手下の1人である。
海賊の記録が盛んにとられていた海賊の黄金時代に生きていたということもあり、メアリ・リードと共に特に名が知られている。ラカムやメアリと共に捕らわれて死刑判決を受けるが、妊娠を主張して執行されず、その運命ははっきりしていない。

## 略歴

### 生い立ち
アンはアイルランドのコークで、弁護士ウィリアム・コーマックと妾のメイドとの間に産まれた私生児だった。不義を犯した父親は妻と職を捨て、アンとその母とを連れてアメリカサウスカロライナ州チャールストン近郊にプランテーションを購入して移り住んだ。
年頃になった頃、アンは男勝りな女に育った。彼女はかんしゃくを起して家で使っていた女中をナイフで刺した、などという噂が立ったほどであったが、これはでたらめであると思われる。父はアンに良縁を見つけて結婚させようと計画していたが、アンは父の同意を得ることもなくチャールストンに居た船乗りのジェームズ・ボニー（James Bonny）と結婚してしまった。父は立腹して娘を勘当した。父の財産を得るあてがなくなった2人はバハマのニュープロビデンス島ナッソーへと移った。
以上はキャプテン・チャールズ・ジョンソンによる海賊の伝記集『海賊史』の記述に基づいているが、ボニーの前半生についての記述はジョンソンによる脚色が多分に含まれていると指摘する研究者も存在する。
ナッソーは当時、海賊共和国と呼ばれる無法者たちの拠点であった。1718年にウッズ・ロジャーズ総督が島に到着すると、多くの海賊たちは王の恩赦を受けて足を洗った。ジェームズ・ボニーはこのさい、ロジャーズの情報提供者になったとされる。ジェームズは近海の海賊についてロジャーズに報告し、これによって多くの海賊が捕えられることとなった。アンは夫がロジャーズのもとで働くことを嫌っていたとされる。

### 海賊生活
その後、アンはバハマの居酒屋でキャラコ・ジャックとして知られるジョン・ラカムと出会い、彼の恋人となった。ラカムはジェームズにアンと別れるなら金を払うと申し出たが、ジェームズはこれを拒否し、それどころかロジャーズ総督に報告した。総督はアンを召喚し、アンの行為を破廉恥であると非難し、ラカムのような悪い仲間とは二度と関わらずに夫と貞節に暮らすことを約束させ、もしこれが反故にされた場合はラカム自身にアンを鞭打たせると厳しく言い渡した。アンはラカムと共に駆け落ちすることを決め、男装して海に出た。男装の理由は、当時の掟では女性は男性に混ざって乗船して働くことは認められていなかったからである。この時ラカムの乗組員の中にはアンと親しい友人であったメアリ・リードがいた。メアリはこの少し前に乗船していた商船が海賊に襲われてナッソーに連行され、男装して新米海賊として振舞っていたのだった。アンが男装したメアリに言い寄った時、彼女が女であることが発覚したというのが2人が知り合った切っ掛けであった。海に出てしばらく、アンが身籠っていることが分かると、ラカムは彼女をキューバに降ろしてその土地の知人に面倒を見させた。出産後、ラカムは再びアンを呼び寄せると引き続き海賊行為を働いた。
1720年10月、ジャマイカの北岸にてラカムの海賊船がバハマ総督から派遣されたジョナサン・バーネット船長に捕捉されたとき、怖気づいたラカムたち男性乗組員が船倉に逃げ込んだにも拘らず、アンはメアリと共に激しく抵抗した。しかし奮戦虚しく制圧されて捕らえられてしまう。

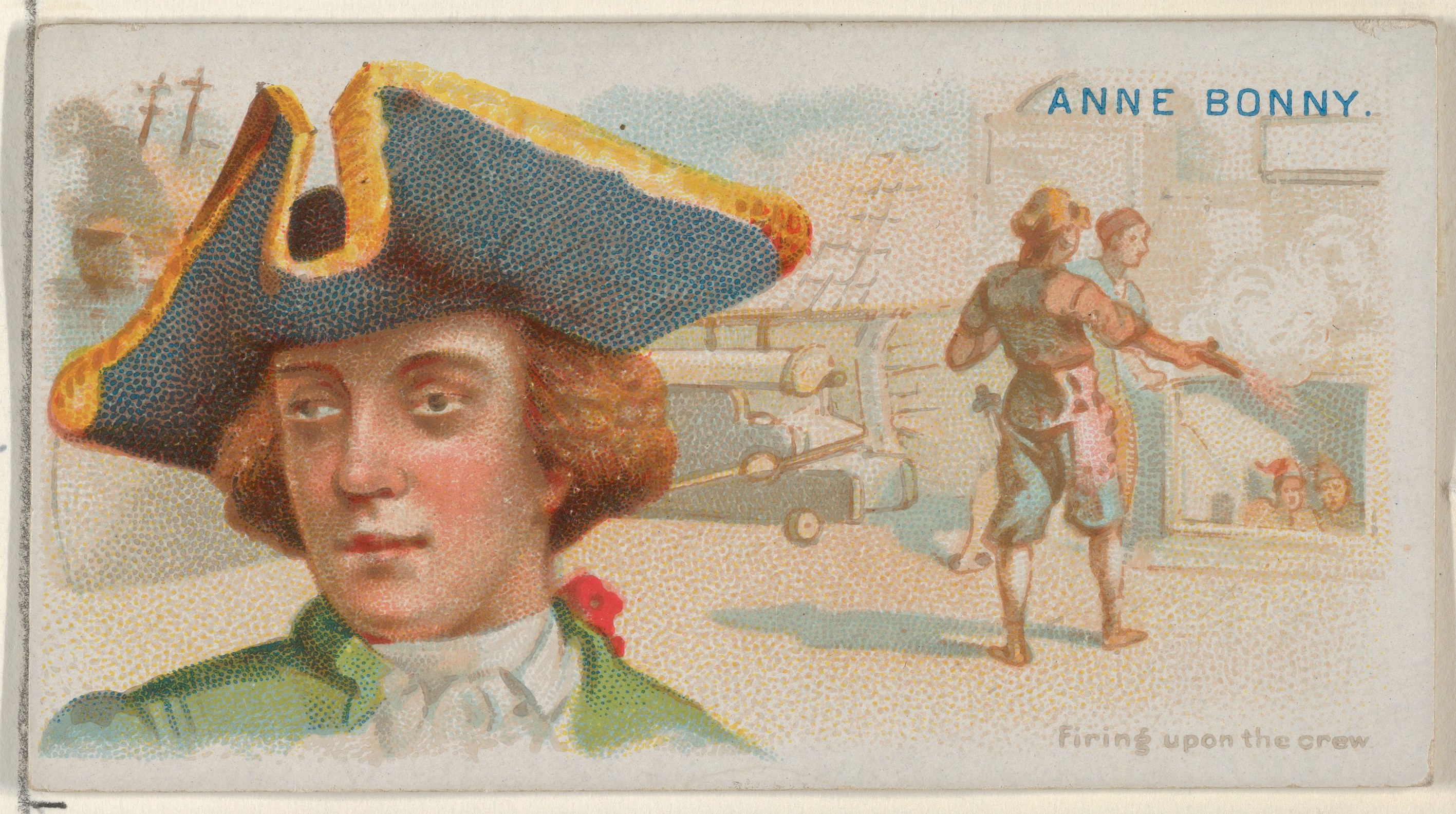
船倉に発砲するアン・ボニー Allen & Ginterのシガレットカード「Pirates of the Spanish」(N19)シリーズ

1720年11月16日、ラカムはセント・ジャゴ・デル・ヴェガにおいて死刑判決が下された。ここでラカムとの面会を許されたアンは失望から「あんたが縛り首になるのは悲しいよ」と前置きしながらも、「だけどあんたがもっと男らしく戦っていたら、犬みたいに吊されなくてもすんだんだよ」と辛辣な言葉を投げかけている。

### その後
アンとメアリの裁判が行われ、死刑が宣告されたものの、2人が妊娠を主張したため、母親を処刑した巻き添えで子供も殺害してはならないという法律に基づき、刑の執行は出産が済むまで延期されることとなった。メアリはその後熱病にかかってしまい、獄中で死んだが、アンは無事に子供を出産したとされる。チャールズ・ジョンソンによれば結局、彼女の刑が執行されることはなく、釈放されたのか否かはよく分かっていない。一説によれば、アンは有力者であった父によって赦免を得、1721年12月21日にジョセフ・バーリー（Joseph Burleigh）という男と結婚し、8人の子供をもうけ、1782年にサウスカロライナ州にて82歳で亡くなったといわれる。

## 記録
アンは『海賊史』以外の資料でも言及されている。彼女に対する他資料での最初の言及は、1720年9月5日のウッズ・ロジャーズによるものでジャック・ラカムに関わりのある海賊としてアンについて記述している。

## アン・ボニーが登場する作品
- 『そして船は行く』（雑君保プ）
- 『名探偵コナン 紺碧の棺』
- 『アサシン クリード IV ブラック フラッグ』 当初はラカムの仲間として登場し、後半は主人公エドワード・ケンウェイの操舵手として活躍する。コーク出身の女優セーラ・グリーンが演じる。
- 『Fate/Grand Order』 サーヴァントとして登場し、川澄綾子が演じる。
- 『大航海時代V』
- 『Black Sails/ブラック・セイルズ』 チャールズ・ヴェインの乗組員およびラカムの恋人として登場し、クララ・パジェット（英語版）が演じる。
- 『アンチャーテッド 海賊王と最後の秘宝』 作中でアンはヘンリー・エイヴリーが創設したリバタリアのメンバーであるという架空の歴史が語られる。